# 10725 Sukunabikona
10725 Sukunabikona este un asteroid din centura principală de asteroizi.

## Descriere
10725 Sukunabikona este un asteroid din centura principală de asteroizi. A fost descoperit pe 22 noiembrie 1986 la Toyota de Kenzo Suzuki și Takeshi Urata. Asteroidul prezintă o orbită caracterizată de o semiaxă mare de 2,32 ua, o excentricitate de 0,13 și o înclinație de 7,4° în raport cu ecliptica.